# La Estancia del Río
La Estancia del Río är en ort i Mexiko.   Den ligger i kommunen Angamacutiro och delstaten Michoacán de Ocampo, i den centrala delen av landet, 280 km väster om huvudstaden Mexico City. La Estancia del Río ligger 1 808 meter över havet och antalet invånare är 702.
Terrängen runt La Estancia del Río är huvudsakligen kuperad, men åt nordväst är den platt. Runt La Estancia del Río är det ganska tätbefolkat, med 100 invånare per kvadratkilometer. Närmaste större samhälle är Angamacutiro de la Unión, 8,9 km norr om La Estancia del Río. I omgivningarna runt La Estancia del Río växer huvudsakligen savannskog.